# 史提芬·吉爾伯特

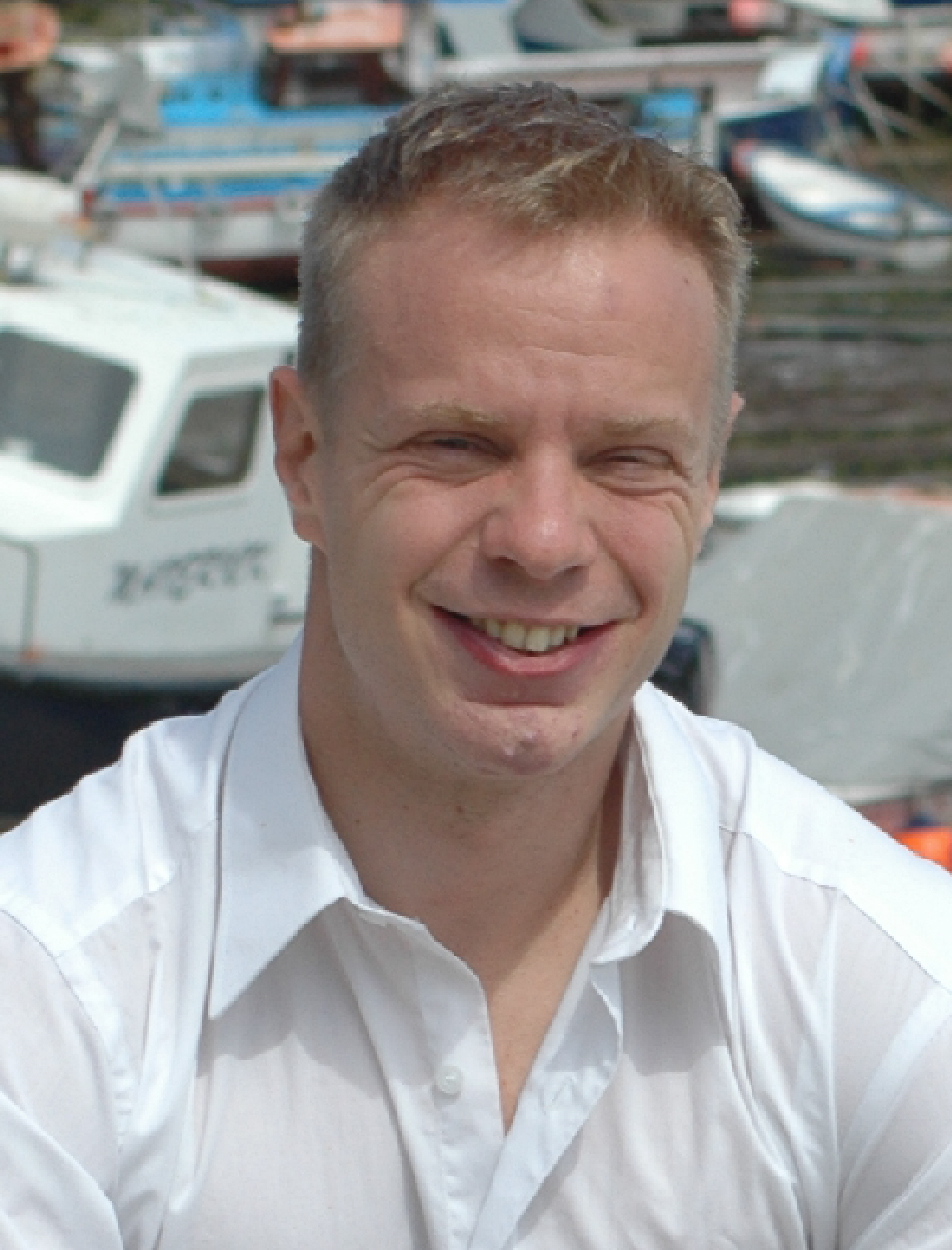

史提芬·吉爾伯特（Steve Gilbert，1976年11月6日—）是一位英格蘭政治人物，他的黨籍是自由民主黨。在2010年至2015年，他曾經擔任聖奧斯特爾和紐基選區選出的英國下議院議員。他畢業於倫敦政治經濟學院。